# Groesbeek

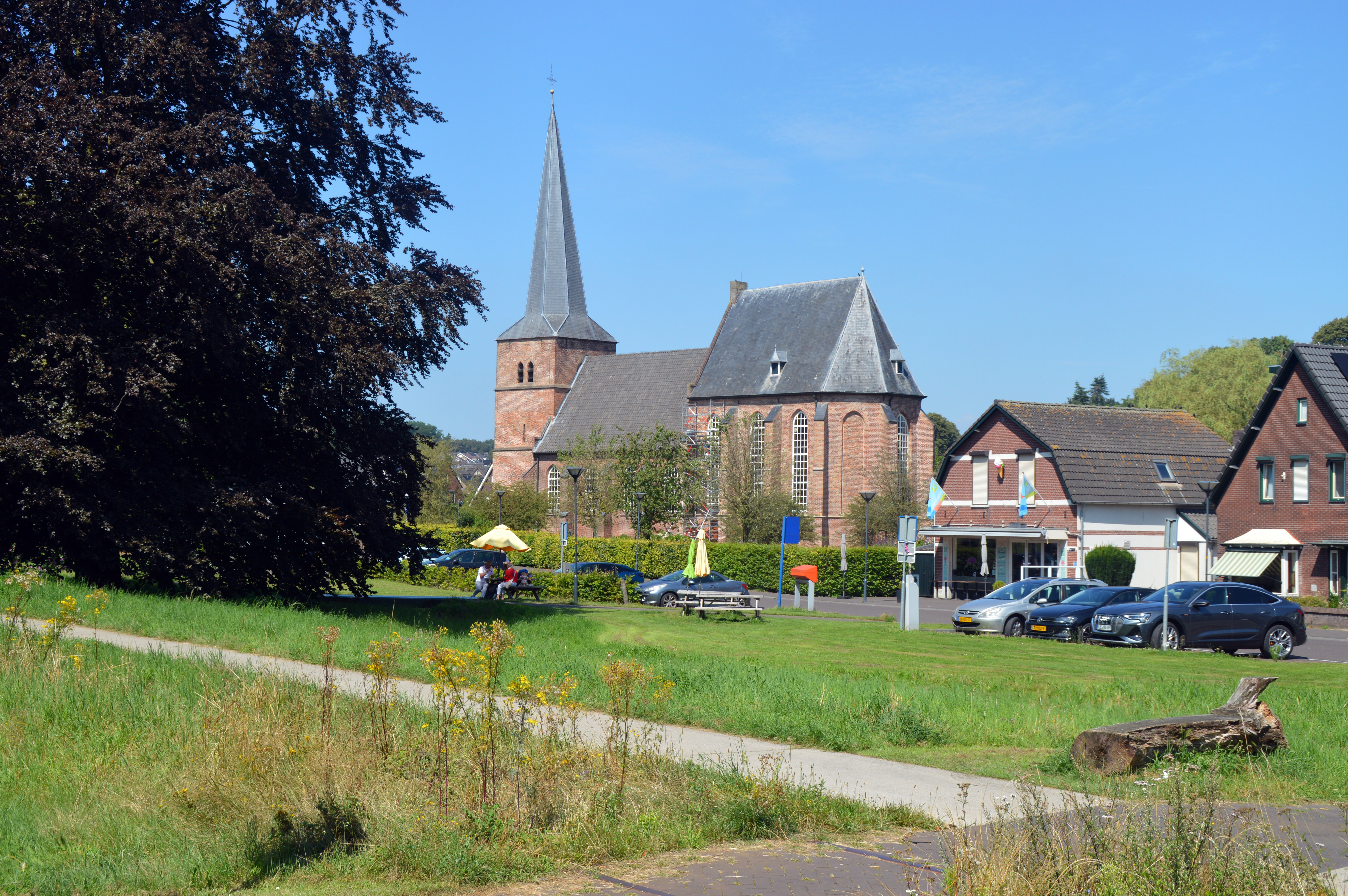
Hervormde kerk

Groesbeek (uitspraakⓘ) is een plaats in de Nederlandse gemeente Berg en Dal in de provincie Gelderland, in het Rijk van Nijmegen, ten zuidoosten van Nijmegen. Groesbeek ligt in een heuvelachtig en bosrijk landschap, dat in Duitsland in de uitgestrekte Reichswald wordt voortgezet.

## Geschiedenis
De heuvels en dalen van Groesbeek vormen de noordwestelijke uitlopers van de Nederrijnse Heuvelrug, die zo'n 200.000 jaar geleden is ontstaan, tijdens de voorlaatste ijstijd, het Saalien. Ter hoogte van het huidige Groesbeek kwam het gletsjerijs tot stilstand. Op het hoogste punt (op de Zevenheuvelenweg, nabij camping Nederrijkswald) meet Groesbeek 95,10 meter boven het NAP. De naam Groesbeek komt waarschijnlijk van de beek die ooit in oostelijke richting stroomde.
Opgravingen hebben aangetoond dat Groesbeek al vanaf de Romeinse tijd bewoond werd. Zo werden Romeinse potten en pannen in het nabijgelegen Berg en Dal gevonden.
Groesbeek wordt voor het eerst in 1040 genoemd. In dat jaar werd Sindicho door koning Hendrik III beleend met een hoeve in Gronspech. Deze Sindicho was een 'forestarius', de voorloper van de functie waldgraaf. Hij beheerde de bossen en de gronden namens de koning of keizer.
In Groesbeek werd in de 10e eeuw een rijkshof gebouwd, de verblijfplaats voor de koning of keizer als hij het gebied bezocht. In de 12e eeuw was het gebouw al weer afgebroken.
In het Rijkswoud, ten noorden van Groesbeek, bouwden de waldgraven in de 11e eeuw het houten kasteel Watermeerwijk. Rond 1265 verplaatsten zij hun woonplek naar Groesbeek, waar zij naast de voormalige rijkshof een nieuwe, houten woontoren bouwden. Uiteindelijk zouden deze heren van Groesbeek de toren nog twee maal vervangen; de laatste versie werd eind 14e eeuw afgebroken. Rond 1555 bouwden de heren van Groesbeek een nieuw kasteel, op de locatie waar ooit de rijkshof had gestaan. Dit Huis te Groesbeek is waarschijnlijk in de 18e eeuw afgebroken.
De heren van Groesbeek bezaten tevens de heerlijkheid Groesbeek. In 1768 verkochten ze de heerlijkheid aan de Staten van Gelre.
Door blikseminslag ontstond op 18 juli 1828 een dorpsbrand, waarbij een aantal huizen verloren ging. Een grote lindeboom voorkwam dat ook de Hervormde kerk vlam vatte. De provincie Gelderland sprong bij om de nood van de getroffenen te verzachten.
Groesbeek bleef arm en kende hierdoor heel specifieke beroepen als bosbesplukkers en bezembinders. In 1905 werd er een stoomzuivelfabriek gebouwd, al snel opgevolgd door meerdere, kleinere fabrieken. De werkgelegenheid nam hierdoor iets toe. Ook het toerisme droeg daaraan bij: na 1900 openden er enkele hotels en pensions voor vakantiegangers die dat konden betalen. Toch waren de meeste inwoners nog steeds aangewezen op werkgelegenheid elders in de regio.
De in 1865 geopende Spoorlijn Nijmegen - Kleef had tot en met oktober 1934 ook een station in Groesbeek, namelijk Station Groesbeek. De spoorlijn zelf is in 1991 in zijn geheel gesloten.

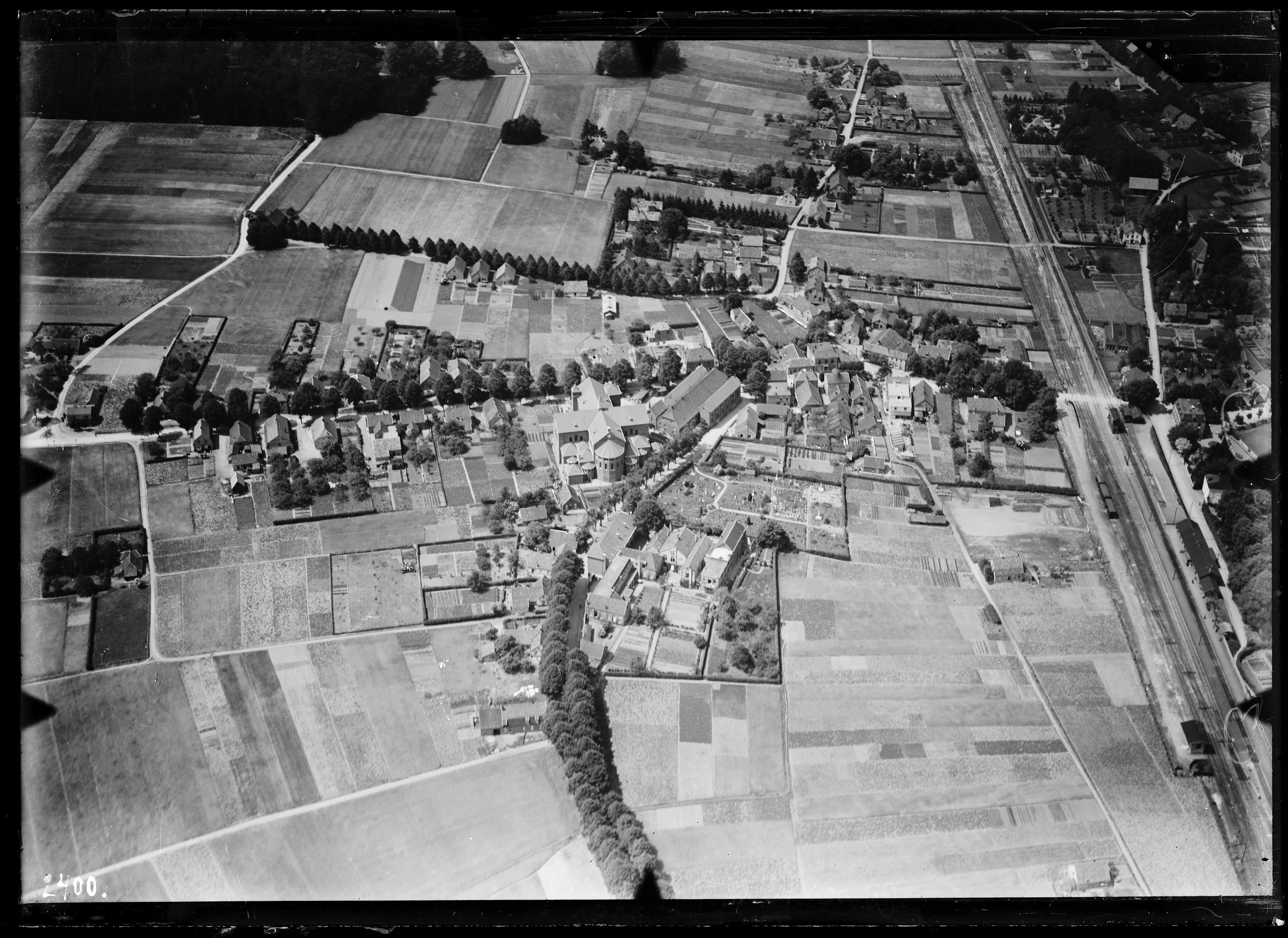
Luchtfoto van het oude centrum van Groesbeek, met in het midden de Cosmas en Damianuskerk, 1920-1940, Nederlands Instituut voor Militaire Historie.

### Tweede Wereldoorlog
Op 17 september 1944 landden duizenden parachutisten in Groesbeek in het kader van Operatie Market Garden. Deze operatie had de doelstelling om de bruggen bij Eindhoven, Grave, Nijmegen en Arnhem te veroveren op de Duitsers om vervolgens via het IJsselmeer de Noord-Duitse Laagvlakte en het industriële Duitse hart te veroveren. In dat geval zou de Tweede Wereldoorlog vóór Kerstmis 1944 beëindigd zijn. Dit mislukte. Groesbeek lag tot 8 februari 1945 in de frontlinie, waardoor het dorp ernstige verwoestingen moest incasseren.

### Gemeentelijke herindelingen
Groesbeek was aanvankelijk een zelfstandige gemeente. Door gemeentelijke herindelingen in het gebied rond Berg en Dal, Groesbeek en Nijmegen werd op 1 januari 1915 het grootste deel van de wijk Kwakkenberg bij Nijmegen gevoegd. In die wijk ligt Rustoord, een begraafplaats die zijn bestaan dankt aan de toestemming in 1895 van de gemeente Groesbeek aan de Nederlands Hervormde gemeente Nijmegen om deze aan te leggen.
Op 1 januari 2015 is de oude gemeente Groesbeek samengevoegd met de gemeenten Millingen aan de Rijn en Ubbergen tot de nieuwe gemeente Berg en Dal, die gedurende 2015 ook Groesbeek heette.

## Bezienswaardigheden
- Vrijheidsmuseum
- Hervormde kerk
- Cosmas en Damianuskerk
- Voedselbos Ketelbroek
- de Zuidmolen, de maalvaardige korenmolen van Groesbeek.

## Fotogalerij

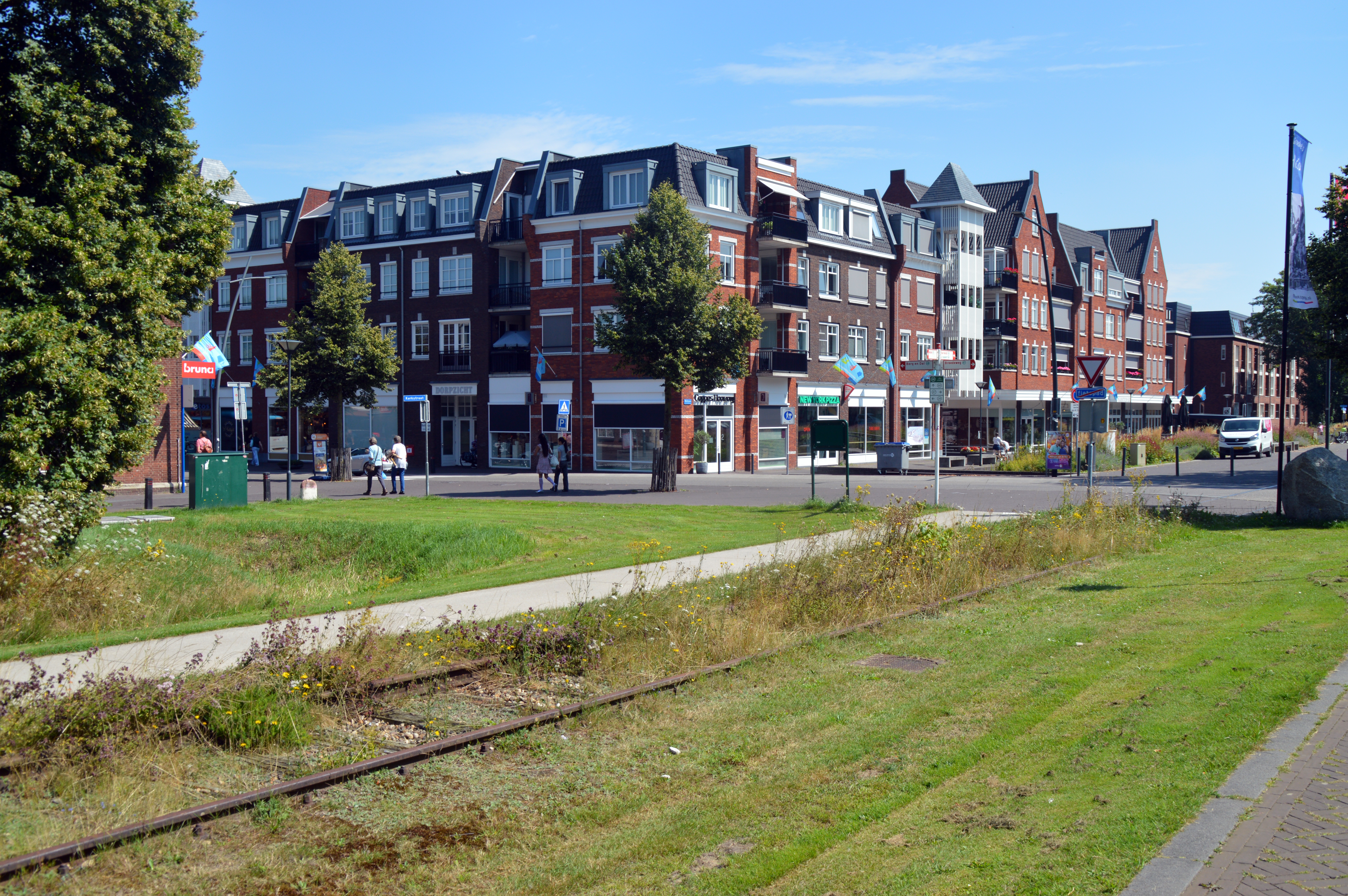
Dorpsstraat en Bellevue
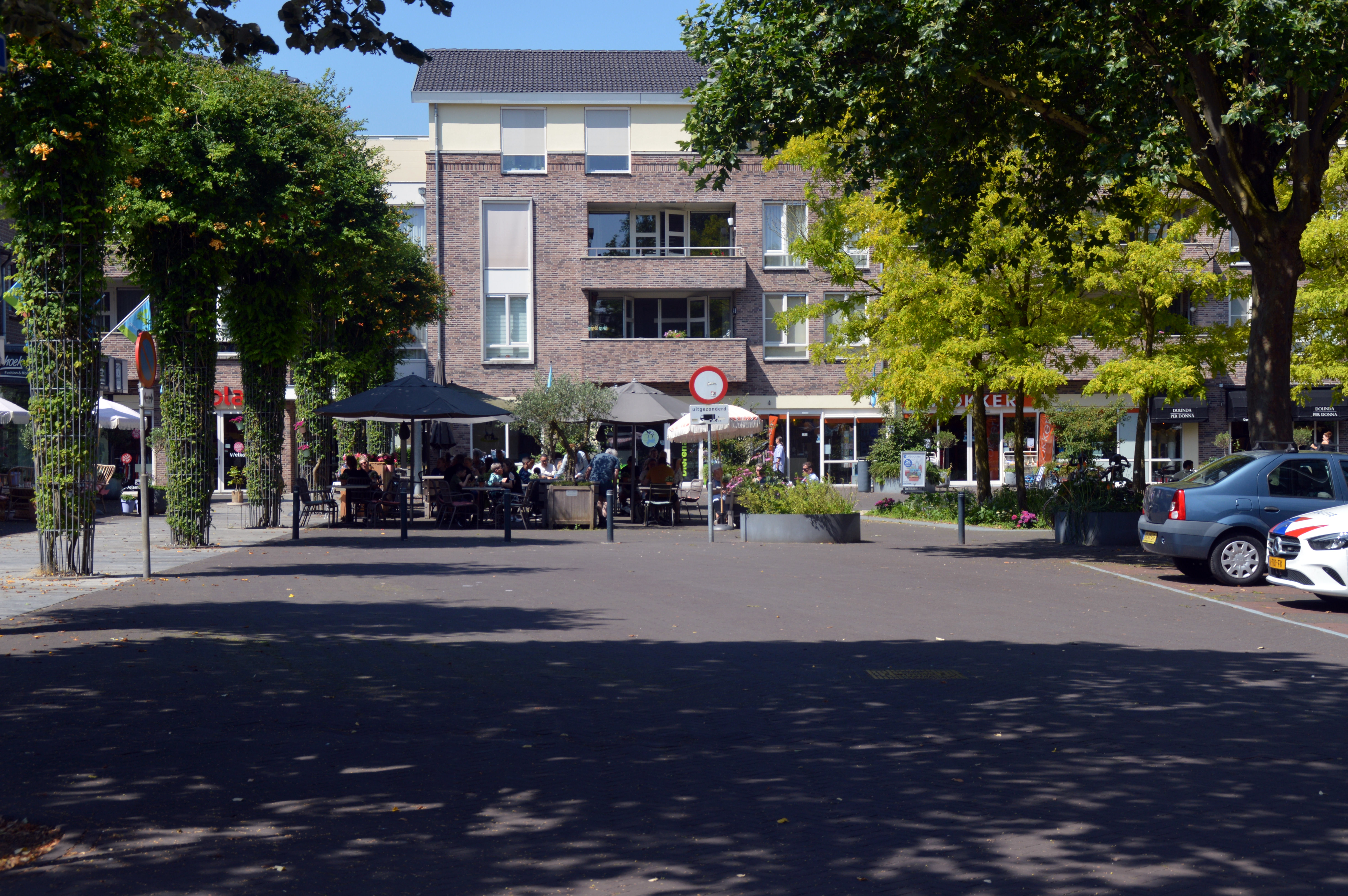
Centrum
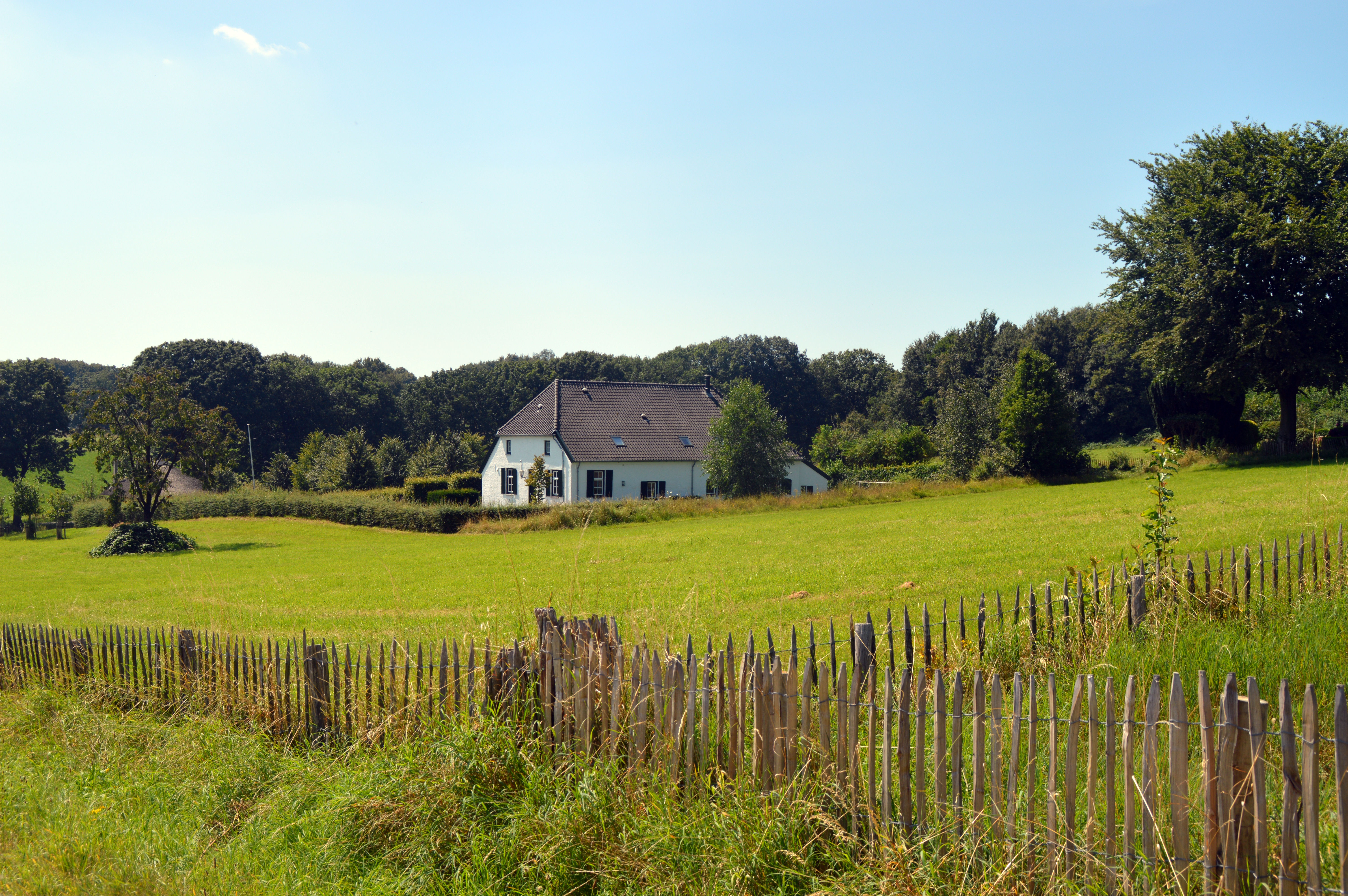
Boerderij Zevenheuvelenweg
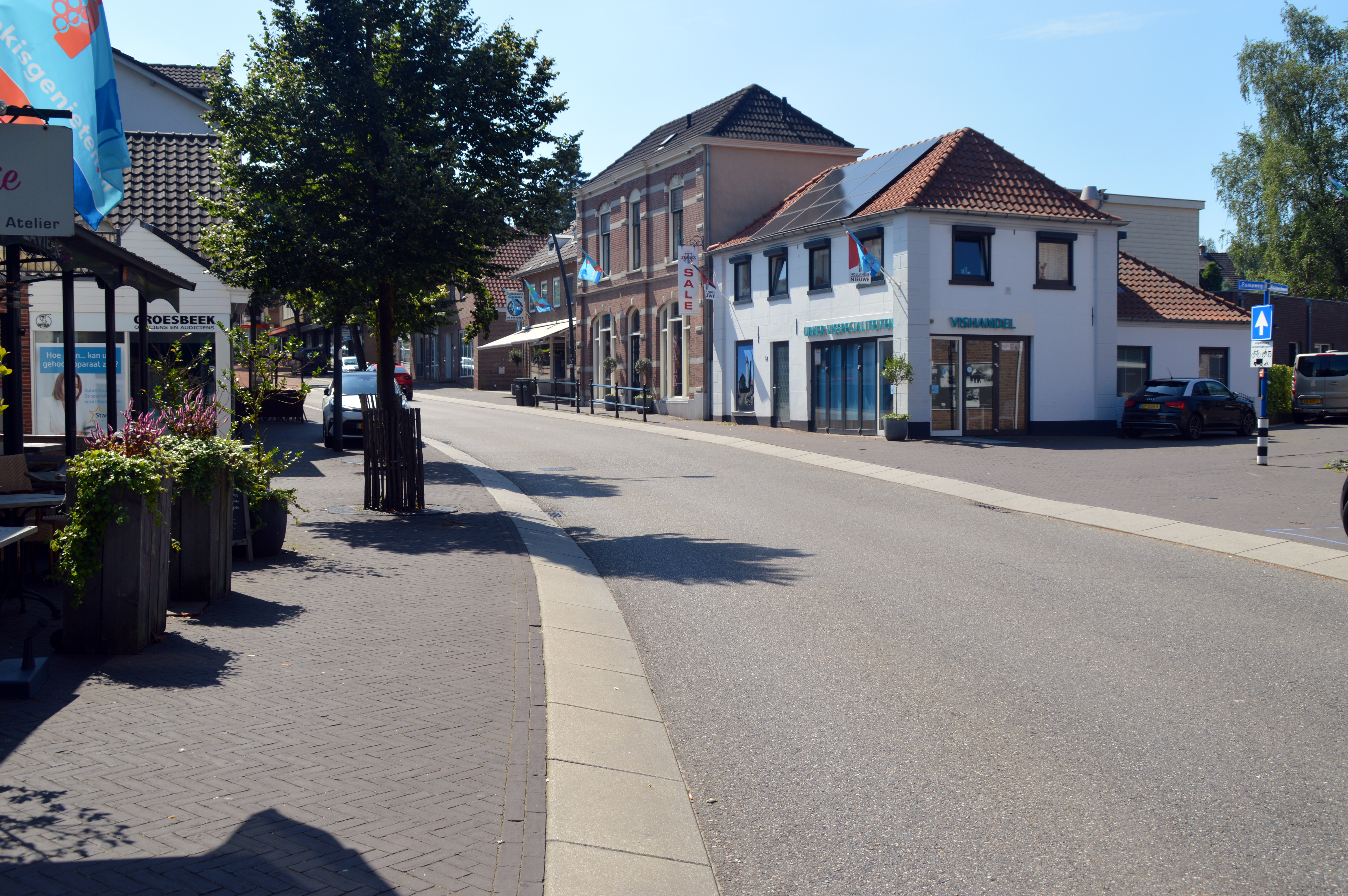
Dorpsstraat

### Monumenten
In de gemeente is een aantal rijksmonumenten, gemeentelijke monumenten, en oorlogsmonumenten, zie:
- Lijst van rijksmonumenten in Groesbeek
- Lijst van gemeentelijke monumenten in Groesbeek
- Lijst van oorlogsmonumenten in Groesbeek

## Musea
- Vrijheidsmuseum
- Museumpark Orientalis Heilig Land Stichting (voormalig Bijbels openluchtmuseum)
- Wereldmuseum Berg en Dal
- Nederlands Wijnbouwcentrum

## Begraafplaats
- Groesbeek Canadian War Cemetery

## Evenementen
- Carnavalsoptocht
- Zevenheuvelenloop
- Nijmeegse Vierdaagse (meerdaagse langeafstandsmars in derde week van juli met ook veel deelnemers uit het buitenland)
- De Nederlandse Wijnfeesten (jaarlijks in september)
- De Groesbeekse Bierfeesten
- Zevenheuvelenfeesten Groesbeek (jaarlijks in juli)
- Zwitserloot Dak Run
- De Groesbeekse Muziekzondag (jaarlijks op de derde zondag van oktober)
- Smartlappenfestival Tranendal tussen de Heuvels (jaarlijks op Hemelvaartsdag)
- De Groesbeekse Barre Barrentocht (jaarlijks in de winter)
- Verlichte Halfvasten Optocht Groesbeek
- Gitaarbeurs Groesbeek
- Derde etappe van de Ronde van Spanje 2009 (van Zutphen naar Venlo)
- Tweede etappe van de Ronde van Italië 2016 (van Arnhem naar Nijmegen)

### Carnaval in Groesbeek
Binnen de gemeente zijn drie coördinerende carnavalsverenigingen actief, genaamd De Feestneus, Net Aecht en de Berggeiten in Berg en Dal. Samen vormen zij, onder leiding van het Sok, de organisatie achter het gehele carnaval in Groesbeek. In totaal zijn er meer dan 180 carnavalsverenigingen actief in Groesbeek.
De Feestneus, Net Aecht en de Berggeiten leveren ieder jaar een eigen prins. De Feestneus en Net Aecht leveren om en om de prins 'Ummenie' van dat jaar. De prins 'Ummenie' kan gezien worden als de hoofdprins binnen Groesbeek tijdens het carnaval.

### Bullensound
Groesbeek kent sinds de jaren 60 een eigen muziektraditie van vooral Nederlandstalige muziekgroepen met deels Duitse invloeden. Bekende vertegenwoordigers waren The Sunstreams (rond Wim Liebers, bijgenaamd de 'opperbul'). The Moonlights, The Belcanto's, Maple Leaf, The Sunshines, Sympathie, Kameleon en Gebroeders Wijnhoven. Er zijn drie verzamel-cd's uitgegeven met Groesbeekse muziek: De muzikale groeten uit Groesbeek (1984), Groesbeek dorp vol muziek (1989) en Groesbeek Daar zit muziek in (2018).

## Politiek

### Gemeenteraad
De gemeenteraad van Groesbeek telde 17 zetels. Hieronder staat de samenstelling van de gemeenteraad van de oude gemeente Groesbeek van 1998 tot en met 2014:
| Partij                  | 1998 | 2002 | 2006 | 2010 |
| ----------------------- | ---- | ---- | ---- | ---- |
| PvdA                    | 4    | 3    | 4    | 3    |
| Groesbeekse Volkspartij | 3    | 3    | 4    | 3    |
| VOLG                    | 2    | 4    | 3    | 3    |
| CDA                     | 4    | 4    | 3    | 4    |
| VVD                     | 2    | 1    | 1    | 2    |
| GroenLinks              | 1    | 2    | 1    | 1    |
| Sociaal Groesbeek       | -    | -    | 1    | 1    |
| DPG                     | 1    | -    | -    | -    |
| Totaal                  | 17   | 17   | 17   | 17   |

In verband met de gemeentelijke herindeling per 1 januari 2015 werden in 2014 gemeenteraadsverkiezingen gehouden op 19 november.

## Verenigingen
In Groesbeek heeft een aantal (amateur)voetbalclubs zijn thuisbasis; Achilles '29, VV Germania, De Treffers, DVSG, Groesbeekse Boys en VV Rood Wit.

## Bekende inwoners
- Adrianus van Oosterhoudt (1751), zilversmid
- Lodewijk Rogier (1894), historicus
- Charles Nypels (1895), typograaf en auteur
- Jac Maris (1900), beeldhouwer
- Wim Liebers (1946), zanger
- Rini van den Bergh (1948), voetballer
- Paul Wilbers (1948), politicus
- Jan Peters (1954), voetballer
- Frans Janssen (1955), voetballer
- Henk Grim (1962), voetballer
- Arno Arts (1969), voetballer
- Denny Ebbers (1974), judoka
- Bas Eickhout (1976), politicus
- Marc Peters (1978), voetballer
- Tim Bakens (1982), voetballer
- Eva Eikhout (1996), presentator

## Topografie

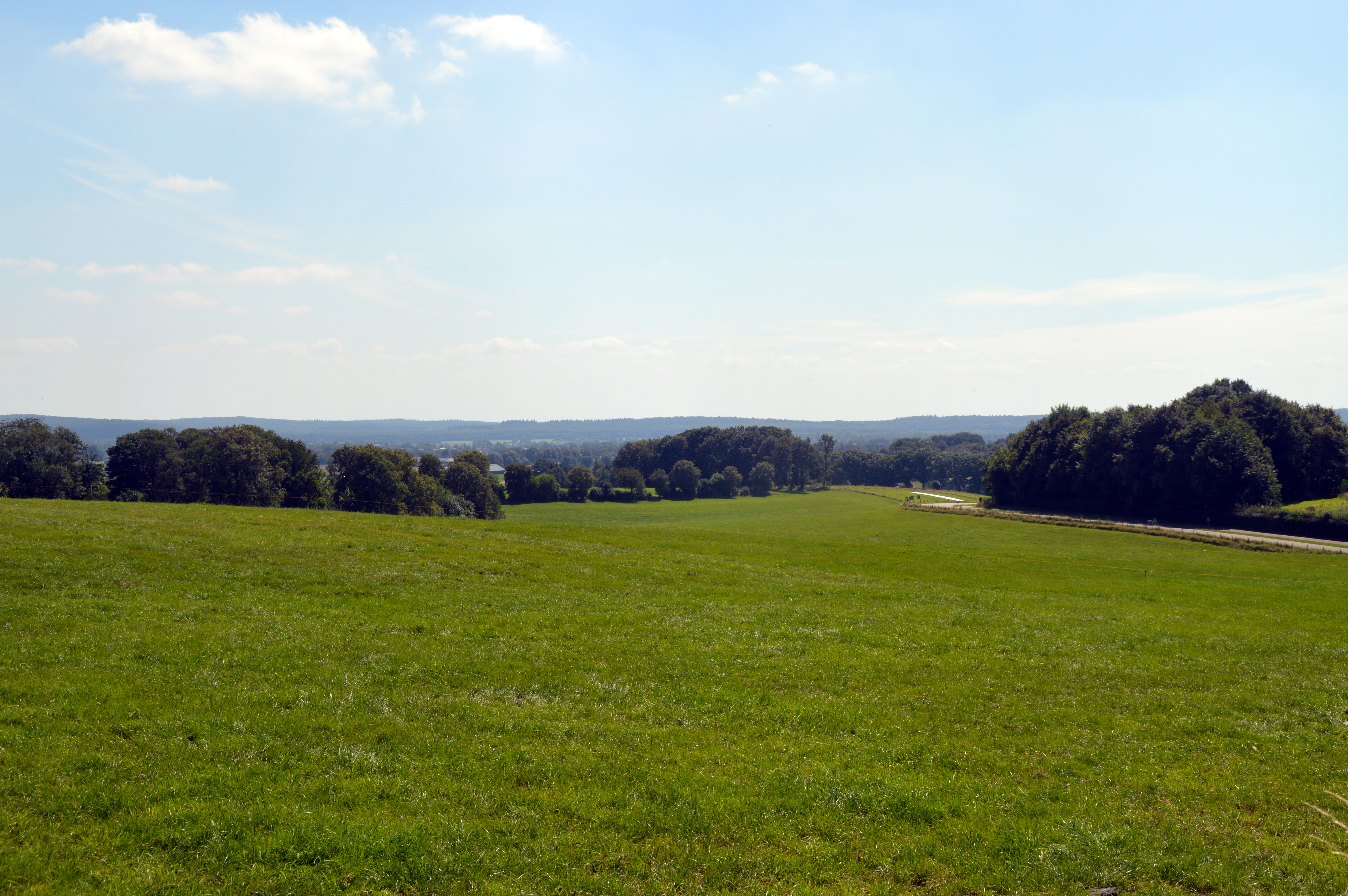
Groesbeek omgeving

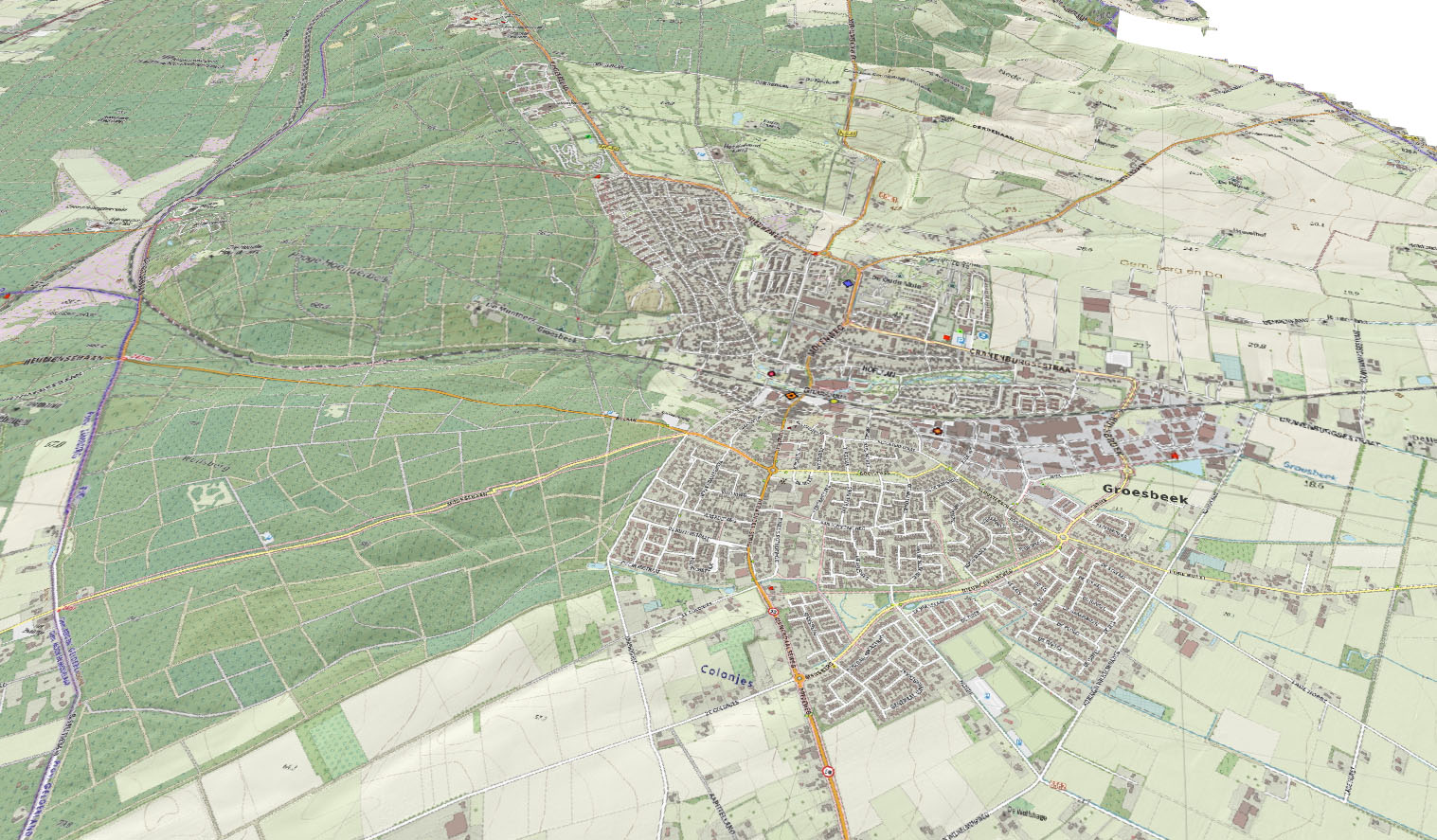
Topografische 3-D kaart van Groesbeek

Topografisch 3-D beeld van Groesbeek, met daarin duidelijk het dal dat door Groesbeek loopt.